# 賓得士K-50
賓得士 K-50（Pentax K-50） 是賓得士於2013年6月12日發表的16.3百萬像素數位單眼相機。K-50是K-30的後繼機種，並且兩者都可在惡劣天候下拍攝。

## 概要
K-50和K-30的主要差異在於K-50的外觀更接近傳統數位單眼相機、120種多顏色機體的組合可選購、感光度增加至51200、可使用有Wi-Fi功能的SD卡Eye-Fi 、使用更新的套裝鏡頭（K-30的鏡頭是DA L 18-55mm、K-50則是可防水的DA L 18-55mm WR，兩者的接環都是塑膠製）。

## 與其他中階 APS-C DSLR比較
和其他中階 APS-C DSLR相較之下，K-50是體積最小的機種，雖然規格和它最接近的機型尼康D5300比K-50窄4mm。而K-50和另一競爭機型佳能 EOS 700D同樣是以不鏽鋼和塑膠製造。K-50 有內建麥克風，但未配備大部分等級與它相近的相機擁有的聲音輸入埠，因此讓錄影人員使用它時受到限制。賓得士是在該等級相機中唯一配備惡劣天候可拍攝套裝鏡頭的品牌。K-50 的鏡頭是 DA L 18-55mm f3.5-5.6 WR，而更高階的K-3還可選配DA 18-135mm F3.5-5.6 WR。在2014年5月底，K-50單機身訂價約500美金，加上套裝鏡頭的價格則低於600美金，和其他競爭機種（佳能 EOS 70D, 佳能 EOS 700D, 尼康D5300, 尼康D7100, 宾得 K-3）相較之下是相當低價。

## 衍伸機種 K-500
賓得士 K-500是和K-50幾乎完全相同性能的入門級DLSR。兩者的差異是K-500機身只有黑色可選購，並且未配備電子水平儀、無承受惡劣天候設計，並且對焦點需要透過光學觀景窗。因為K-500不具備承受惡劣天候的能力，出售時配備的套裝鏡頭也是無法防水的 DA L 18-55mm。而賓得士大部分DSLR可使用D-Li109可充電鋰離子電池和AA電池，但K-500不可使用前述鋰離子電池。

## 外部連結
- Pentax K-50 - Pentax US